# Кломпики
Кло́мпики (бел. Кломпікі) — деревня в Барановичском районе Брестской области Белоруссии. Входит в состав Крошинского сельсовета. Население — 30 человек (2019).

## География
Деревня находится в 23 км по автодорогам к северо-востоку от города Барановичи и в 10 км по автодорогам к востоку от центра сельсовета, агрогородка Крошин, неподалёку от границы с Несвижским районом Минской области и рядом с железнодорожным остановочным пунктом Юшковичи.

## История
Обозначена на карте Шуберта первой половины XIX века.
По переписи 1897 года — деревня Черниховской волости Новогрудского уезда Минской губернии, 37 дворов. В 1909 году — 49 дворов. На карте 1910 года указаны под названием Клапики.
С 1921 года в гмине Чернихово (с декабря 1925 года — в гмине Вольно) Барановичского повета Новогрудского воеводства Польши. По переписи 1921 года в деревне числилось 47 жилых зданий, в которых проживал 281 человек (131 мужчина, 150 женщин), из них 243 поляка и 38 белорусов (по вероисповеданию — 187 православных и 94 римских католика).
С 15 января 1940 года в Городищенском районе Барановичской, с 8 января 1954 года Брестской областей, с 25 декабря 1962 года в Барановичском районе.
С конца июня 1941 года до июля 1944 года оккупирована немецко-фашистскими захватчиками.

## Население
По состоянию на 1 января 2023 года в деревне проживало 37 человек в 19 хозяйствах.
| Численность населения (по переписи) | Численность населения (по переписи) | Численность населения (по переписи) | Численность населения (по переписи) | Численность населения (по переписи) | Численность населения (по переписи) | Численность населения (по переписи) | Численность населения (по переписи) |
| 1897                                | 1909                                | 1921                                | 1959                                | 1970                                | 1999                                | 2009                                | 2019                                |
| ----------------------------------- | ----------------------------------- | ----------------------------------- | ----------------------------------- | ----------------------------------- | ----------------------------------- | ----------------------------------- | ----------------------------------- |
| 229                                 | ↗258                                | ↗281                                | ↗283                                | ↘179                                | ↘73                                 | ↘48                                 | ↘30                                 |